# Bệnh sốt phát ban do chuột
Bệnh sốt phát ban do chuột (hay bệnh sốt phát ban địa phương do bọ chét chuột) là một dạng sốt phát ban (typhus) do bọ chét (loài Xenopsylla cheopis), ký sinh trên chuột. (Bệnh này trái ngược với bệnh sốt phát ban, bệnh lây truyền qua chấy). Bệnh sốt phát ban do chuột chưa được công nhận vì thường bị nhầm lẫn với các bệnh do virus. Hầu hết những người bị nhiễm bệnh không nhận ra rằng họ đã bị bọ chét cắn.

## Dấu hiệu và triệu chứng
Các triệu chứng của bệnh sốt phát ban địa phương bao gồm đau đầu, sốt, đau cơ, đau khớp, buồn nôn và nôn mửa. 40150% bệnh nhân sẽ bị phát ban rời rạc sáu ngày sau khi xuất hiện các dấu hiệu. Lên đến 45% sẽ phát triển các dấu hiệu thần kinh như nhầm lẫn, choáng váng, co giật hoặc mất cân bằng.
Các triệu chứng có thể giống với bệnh sởi, rubella.

## Nguyên nhân
Tác nhân gây bệnh là vi khuẩn Rickettsia typhi sống trong bọ chét ký sinh trên chuột.
Bệnh sốt phát ban địa phương do Rickettsia felis ít phổ biến hơn, lây truyền qua bọ chét sống trên lông mèo hoặc chồn opossum.
Tại Hoa Kỳ, bệnh sốt phát ban được tìm thấy phổ biến nhất ở miền nam California, Texas và Hawaii. Trong một số nghiên cứu, có tới 13% trẻ em được tìm thấy có bằng chứng huyết thanh học về nhiễm trùng.

## Điều trị và tiên lượng
Bệnh có thể gây tử vong nếu không được điều trị, nhưng sốt phát ban địa phương có khả năng điều trị cao bằng kháng sinh. Hầu hết mọi người hồi phục hoàn toàn, nhưng người già, người tàn tật nặng hoặc bệnh nhân có hệ thống miễn dịch kém dễ tử vong hơn. Các loại kháng sinh hiệu quả nhất bao gồm tetracycline và chloramphenicol. Ở Hoa Kỳ, CDC chỉ khuyên dùng doxycycline.